# Pergola
Pour les articles homonymes, voir Pergola (homonymie).

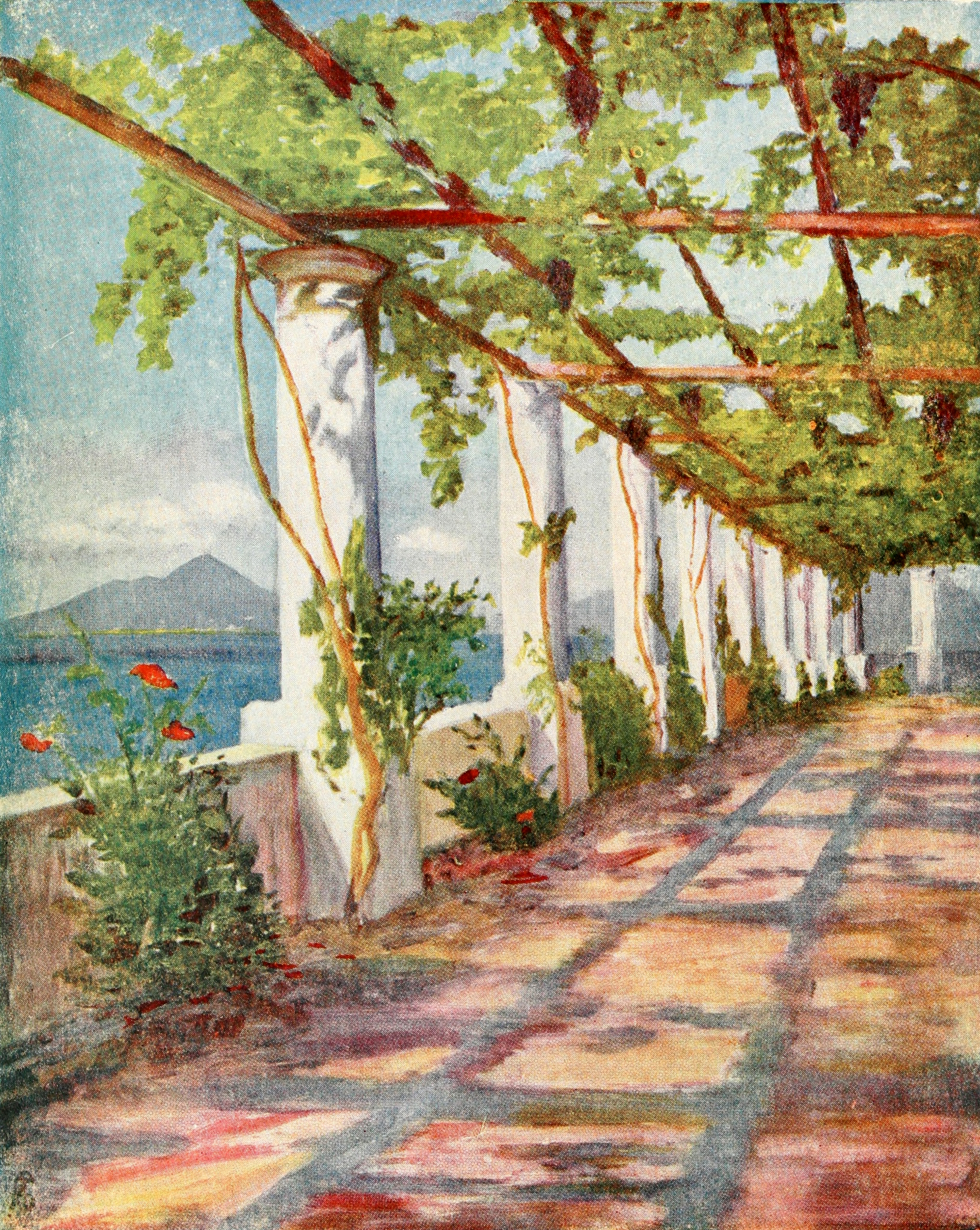
Représentation picturale de la pergola de la villa San Michele (1907).

Une pergola (mot italien venant du latin pergula) est une petite construction de jardin. 
Elle est utilisée pour servir de support aux plantes grimpantes. Elle est faite de poutres horizontales en forme de toiture, soutenues par des colonnes. Les premières utilisations remontent à l’Antiquité. Le jardin du prieuré d'Orsan possède par exemple une pergola sur laquelle repose de la vigne. Elle permet d'ombrager délicatement la terrasse.
Actuellement, les pergolas sont souvent associées avec fixation aux tentes de réceptions, barnums ainsi qu'aux tonnelles.
De nouveaux matériaux comme l’aluminium sont maintenant utilisés pour renforcer la structure. La pergola est avant tout une construction jouxtant la maison qui est devenue un vrai espace à vivre.
Le terme "pergola bioclimatique", apparu dans les années 2 000, est purement marketing : tout d'abord parce que le terme "bioclimatique" accolé à un élément de construction indique qu'il s'agit d'un produit, et non d'une démarche. La "pergola bioclimatique" est généralement faite d'aluminium ou d'acier, deux matériaux qui rayonnent lorsqu'ils sont exposés au soleil : l'ombre créée est ainsi associée à un rayonnement de chaleur. L'absence de couvert végétal ne lui fait pas bénéficier de son évapo-transpiration qui baisse la température sous une pergola végétalisée, de plusieurs degrés. Enfin, l'absence d'étude réelle quant à son implantation, fait que son effet est aléatoire. C'est plus un objet décoratif qu'efficace en termes de maîtrise du confort d'été.

## Autres illustrations

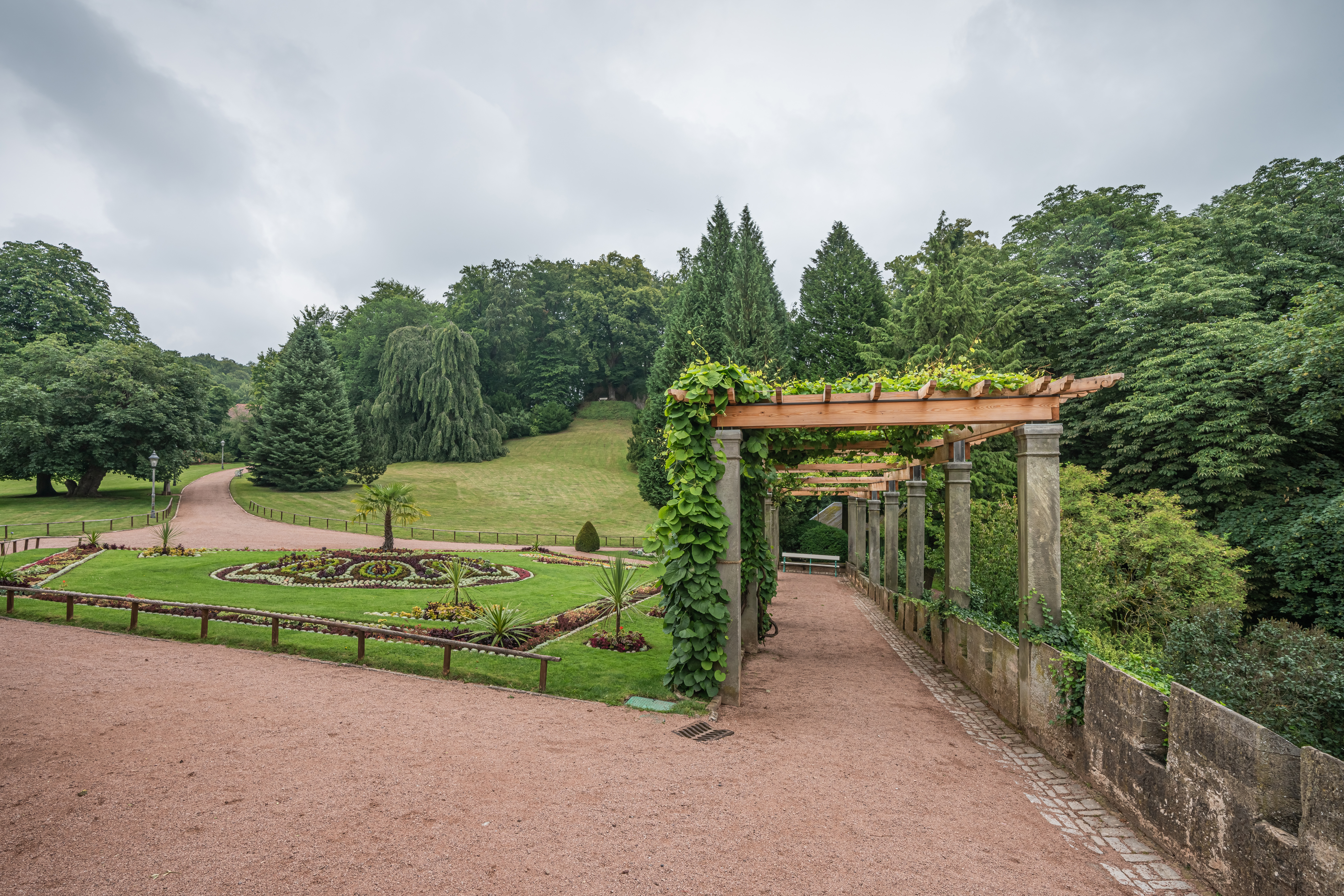
Pergola à Bad Liebenstein (Thuringe).
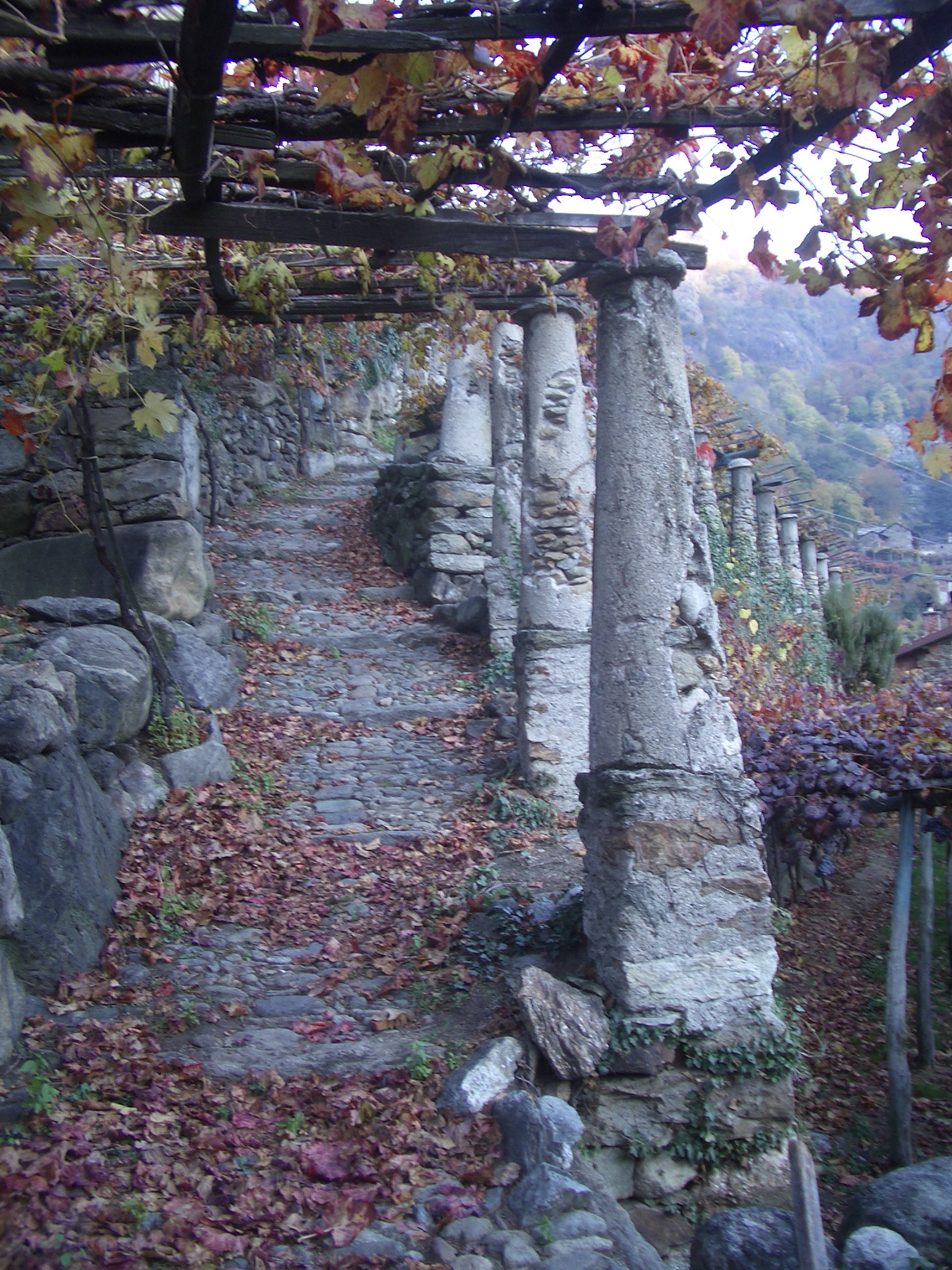
Pergola viticole à Settimo Vittone.
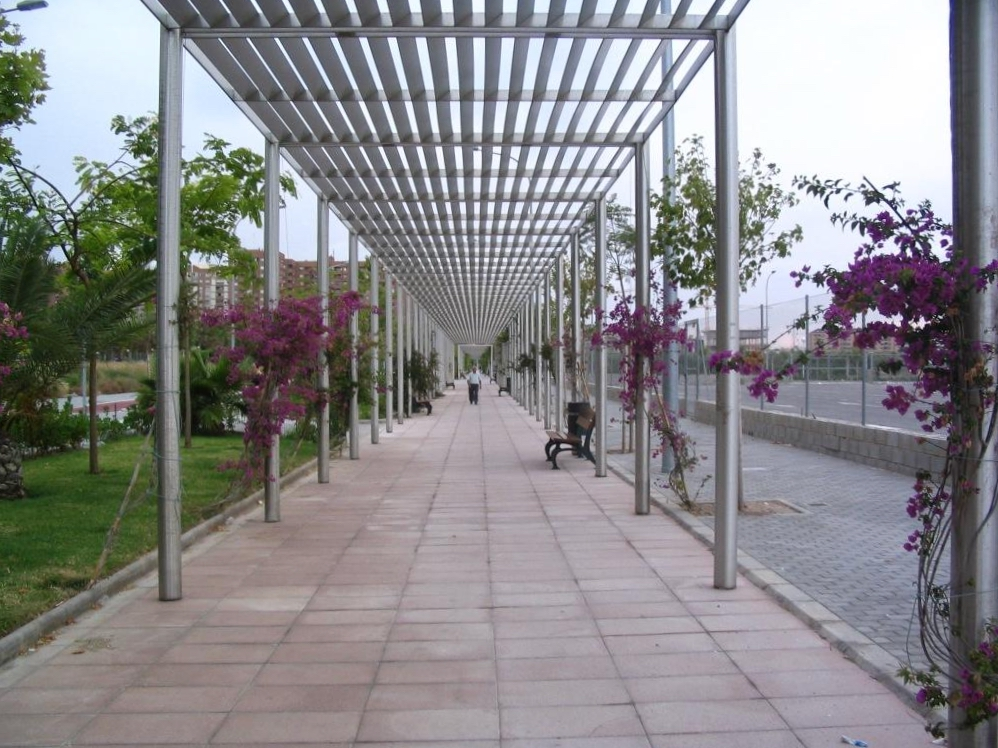
Exemple de Pergola à Valence.
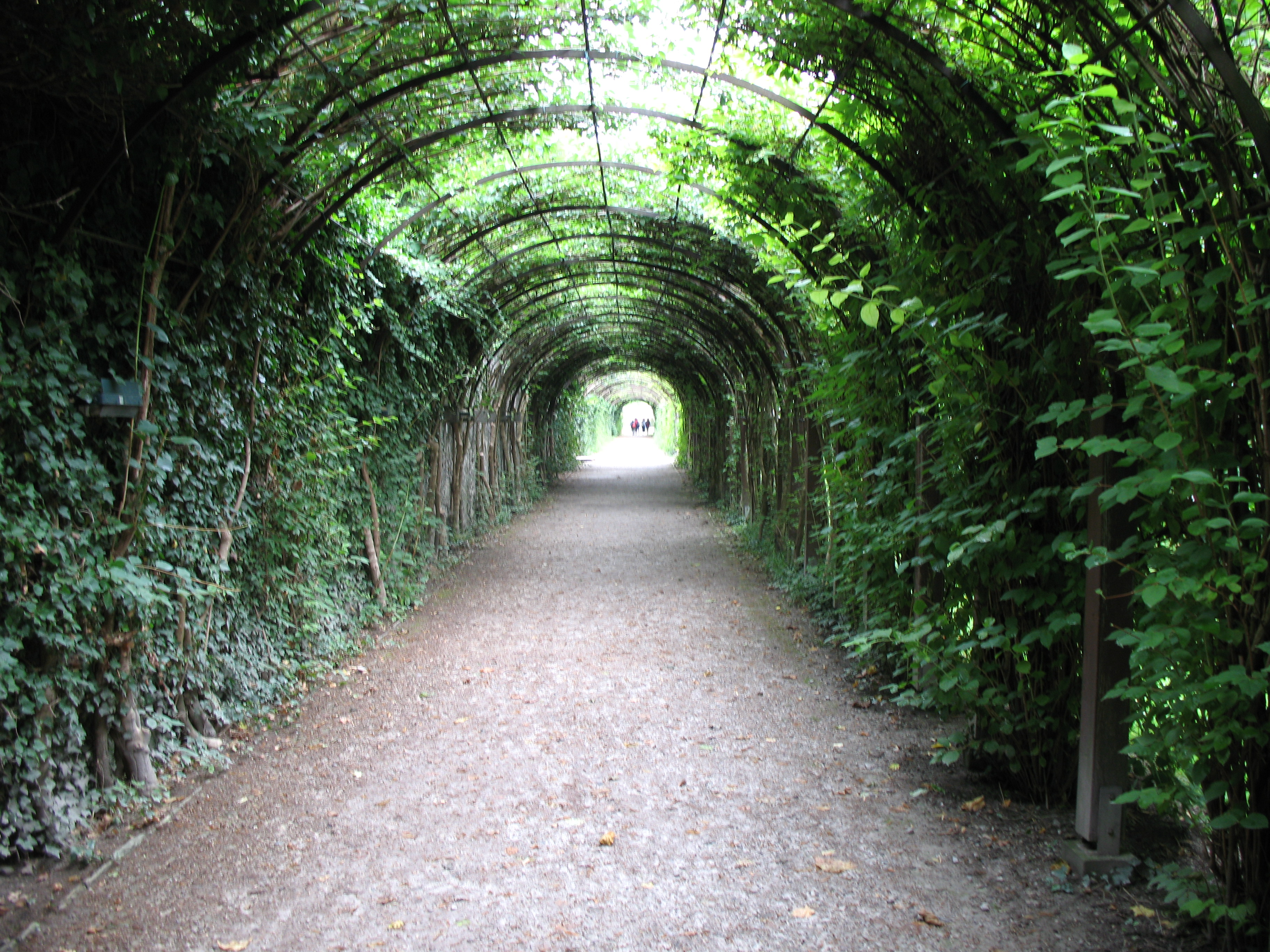
Jardin (de) du château Mirabell à Salzbourg.
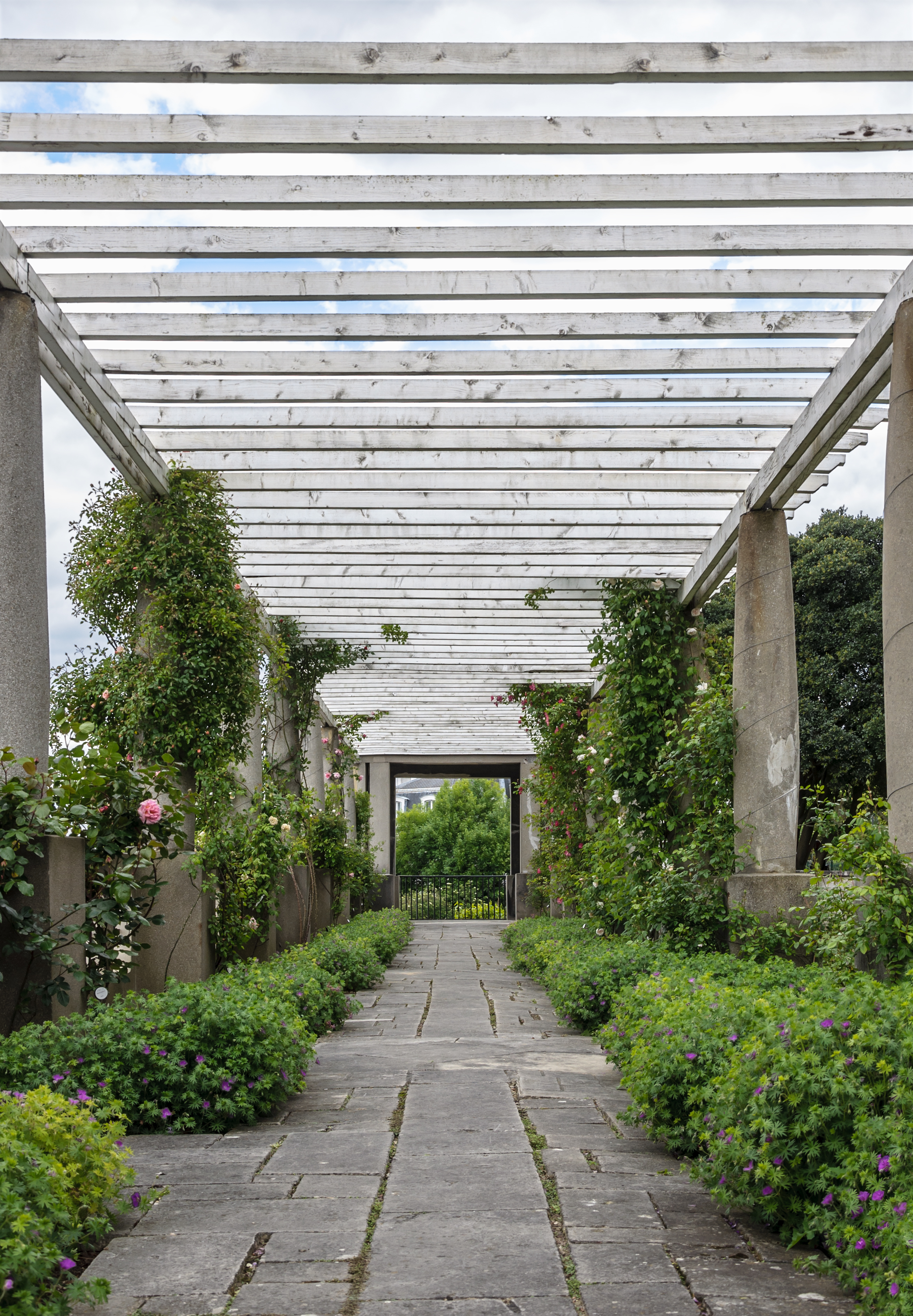
La pergola du jardin Stern à Saint-Cloud.
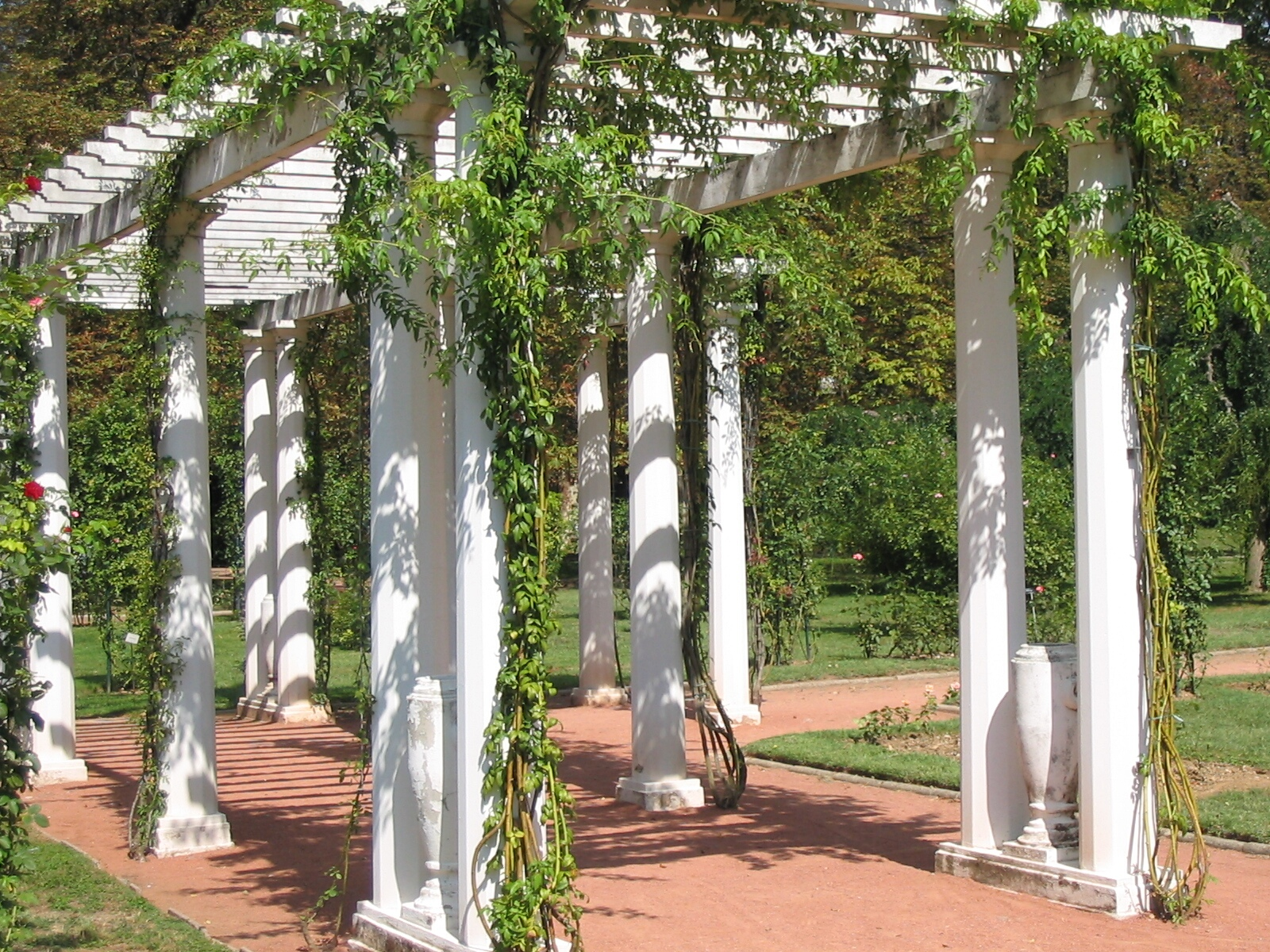
Les pergolas du parc de la Tête d'or (Lyon).
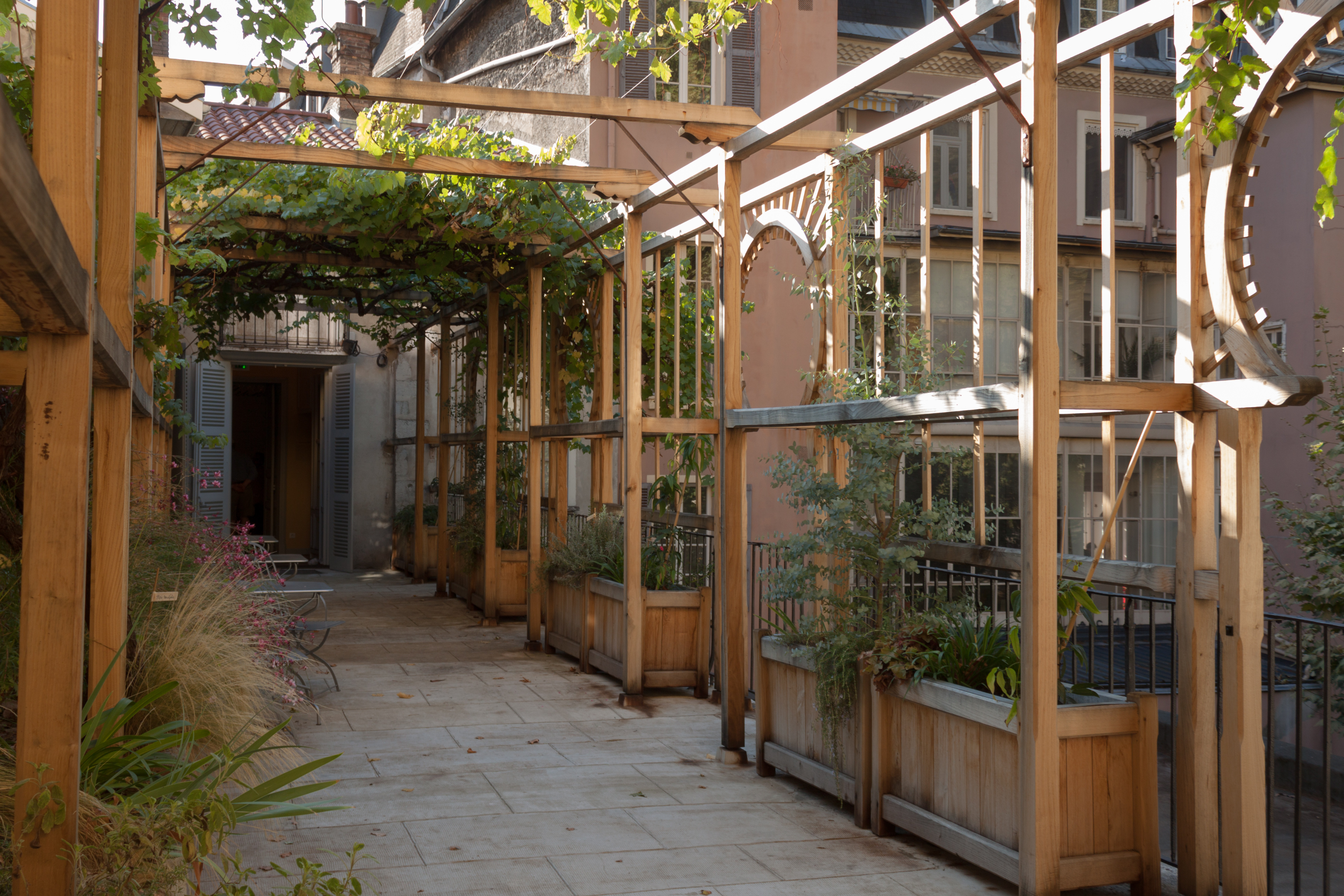
Pergola du musée Stendhal (Grenoble).
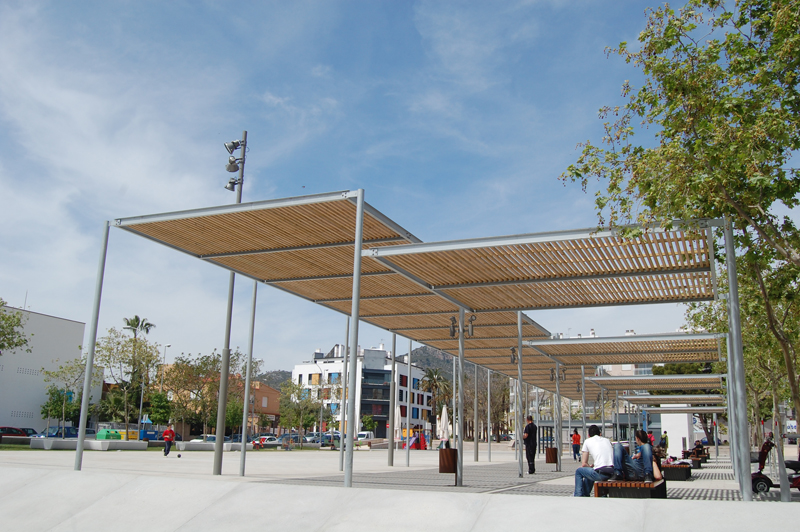
Pergola en acier et bois à Benicassim, Espagne.
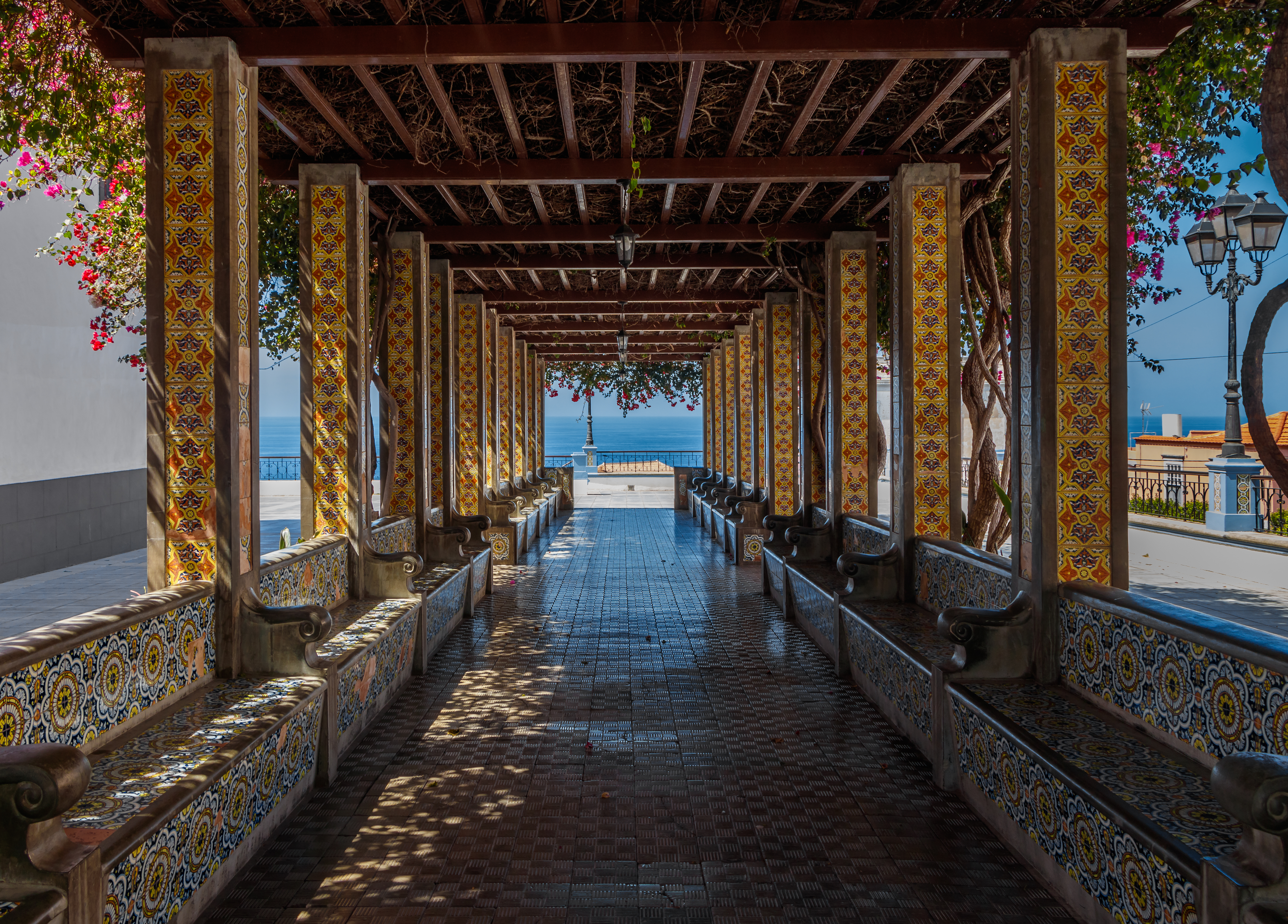
Pergola sur la place de l'Espagne à Tazacorte.
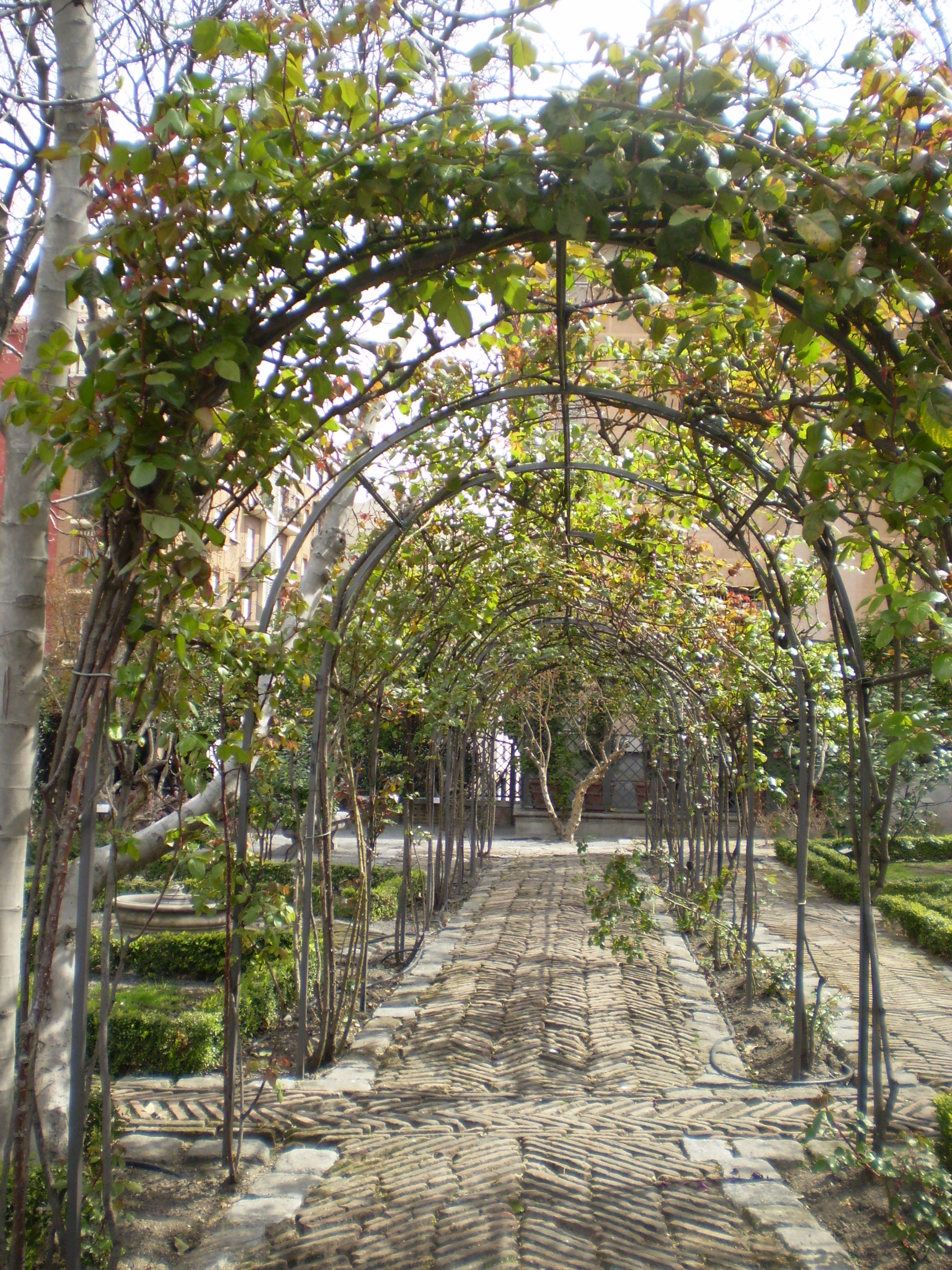
Pergola du jardin du Prince d'Anglona, à Madrid.
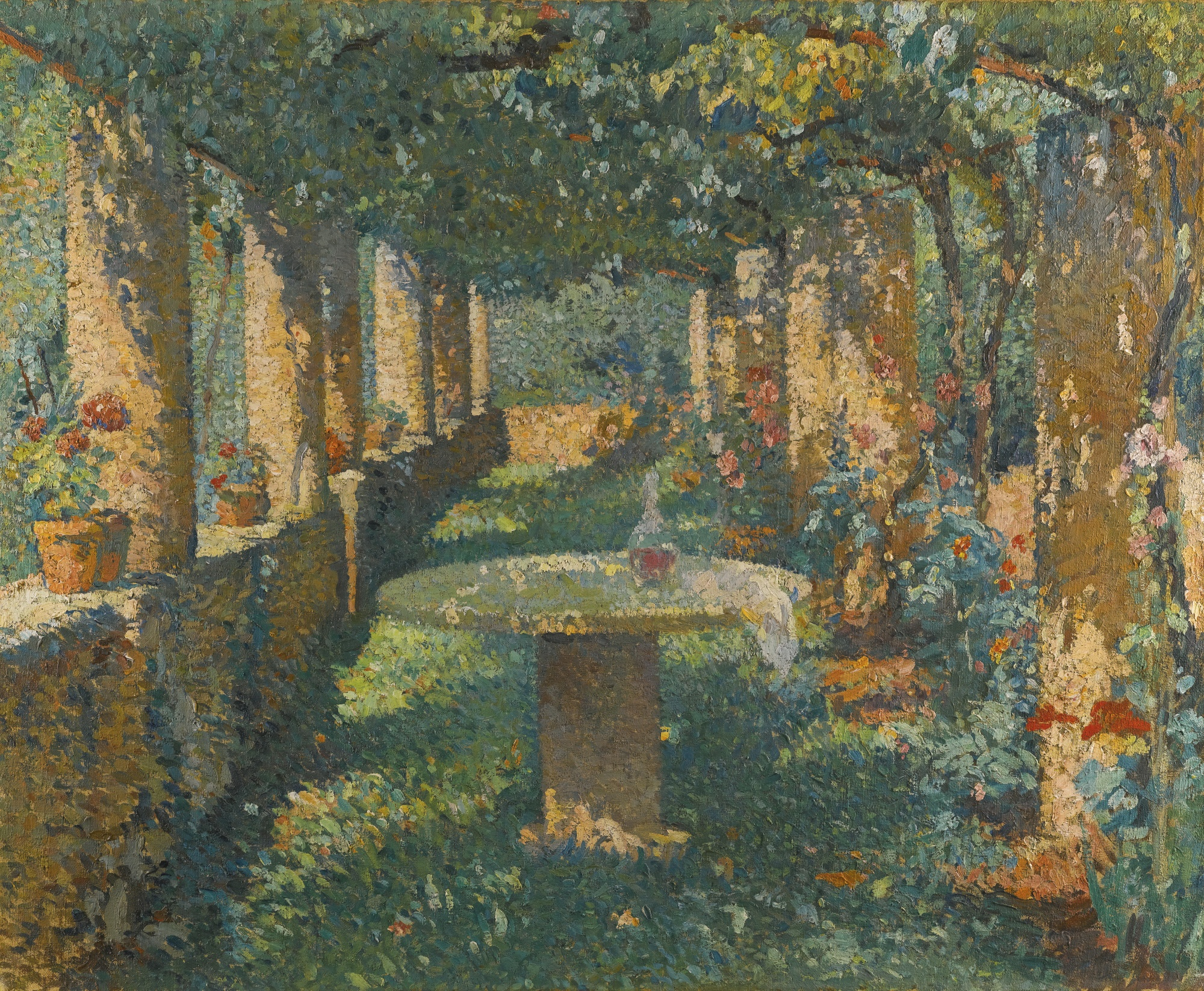
Tableau d'Henri Martin représentant une pergola à Labastide-du-Vert.
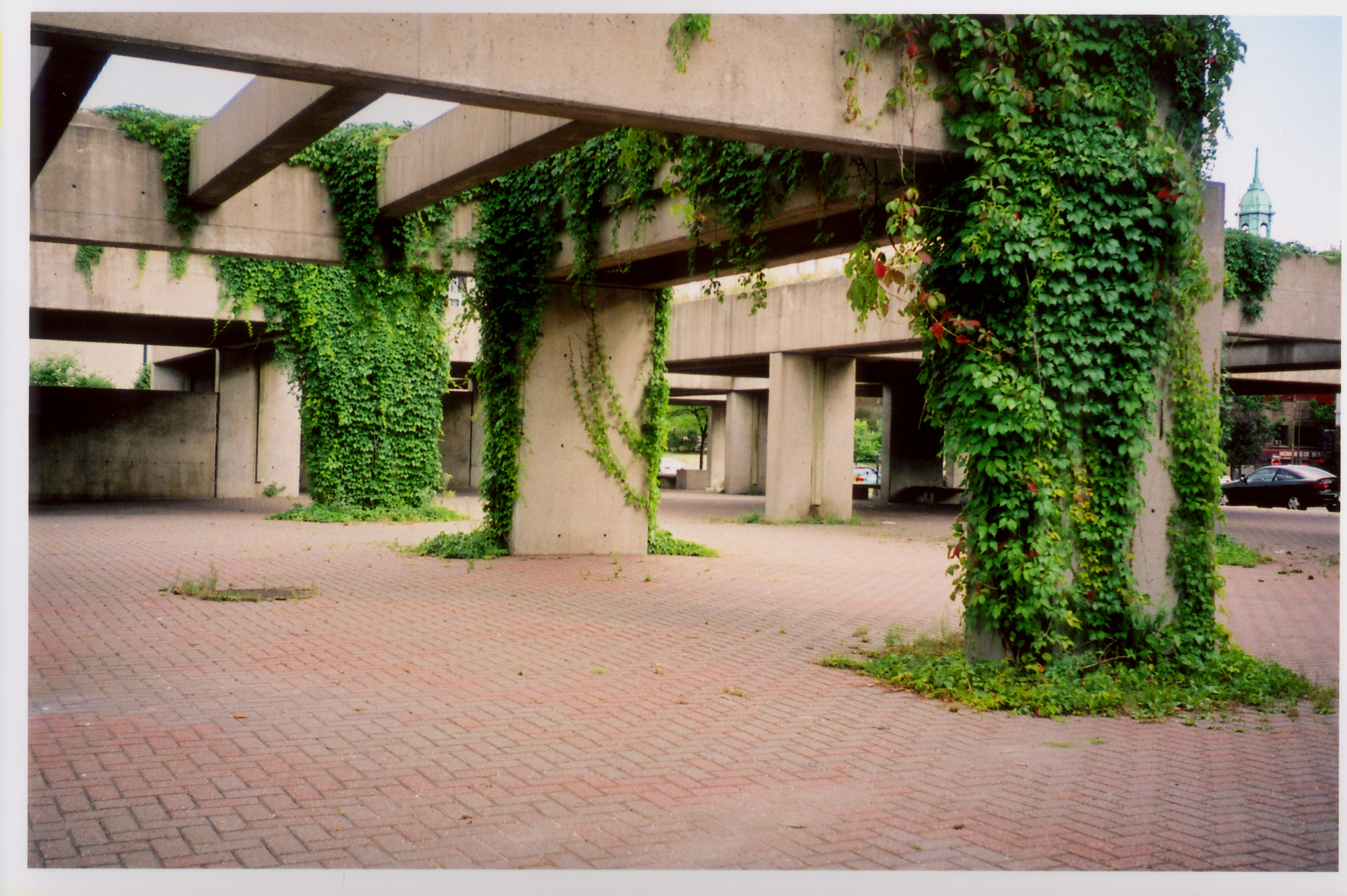
Pergola en béton brut, dans l'Agora, Montréal.